# Santal-Aufstand
Der Santal-Aufstand, hool genannt, war in den Jahren 1855 bis 1856 der größte Aufstand eines indigenen indischen Stammes (tribals, Adivasi) gegen die rücksichtslose Eintreibung der von der britischen Kolonialregierung übermäßig hoch angesetzten Land- und Kopfsteuern.

## Ursache
Die Santal siedelten traditionell in der Daman-i-koh genannten Region zwischen Bhagalpur und Rajmahal in Bihar. Mit der verstärkten Einrichtung einer direkten kolonialen Verwaltung kamen korrupte Polizisten, Gerichte, Händler und zamindars in die Region. Die Fremden wurden von den Santal als dikus bezeichnet. Zinssätze von 50 bis 500 % waren üblich, auf den Märkten wurden falsche Gewichte verwendet, Polizei und Gerichte schützten die Betrüger und Grundbesitzerlasse. Vielfach begingen die Tiere der Reichen Weidefrevel.

## Verlauf
Die Stammesoberen, sogenannte majhi oder parganite, begannen auf Treffen Ende 1854 zu beraten, wie sie die ausbeuterischen Fremden vertreiben könnten. Es kam zu ersten Überfällen auf Zamindars und Geldverleiher.
Am 30. Juni 1855 in Bhaganidhini entschied eine Versammlung von etwa 6.000 Stammesmitgliedern, die 400 Dörfer repräsentierten, die fremden Eindringlinge gewaltsam zu vertreiben und eine Herrschaft „wahrer Gerechtigkeit“ (Satyug) herbeizuführen. Die beiden wichtigsten Anführer, die Brüder Sido und Kanhu, behaupteten vom Gott Thakur Weisungen erhalten zu haben.
Die Stammesangehörigen wurden durch Paraden in Dörfern mobilisiert. Aus den 60.000 Personen wurden Gruppen von 1.500–2.000 Personen gebildet, die durch das Schlagen von Trommeln im Einzelfall mobilisiert wurden. Unterstützt wurden sie auch von den Armeen anderer Gruppen. Angegriffen wurden alle Symbole der Fremdherrschaft und deren Repräsentanten, wie Polizisten. Sie verfügten über wenig Feuerwaffen, zeigten sich im Kampf aber als außerordentlich tapfer.
Als die Regierung die Stärke der Rebellion erkannt hatte, mobilisierte man eine Streitmacht von 10 Regimentern unter einem Generalmajor, erklärte das Kriegsrecht und bot 10.000 Rs. Belohnung für die Anführer. Sido wurde verraten, gefangen und im August 1855 getötet. Kanhu wurde im Februar 1856 durch Zufall gefangen genommen. Es wurden etwa 15.000 Stammesangehörige getötet und an die 100 Dörfer dem Erdboden gleichgemacht.